# 九鬼村
九鬼村（くきむら）は、かつて三重県北牟婁郡にあった村。現在の尾鷲市の南東部にあたる。

## 地理
尾鷲市発足後の1957年（昭和34年）1月12日、かつての九鬼村域に国鉄紀勢本線九鬼駅が開業した。
- 海洋：熊野灘
- 山岳：八鬼山、頂山、谷ノ山
- 岬：九木崎、ナサ崎、橋掛崎

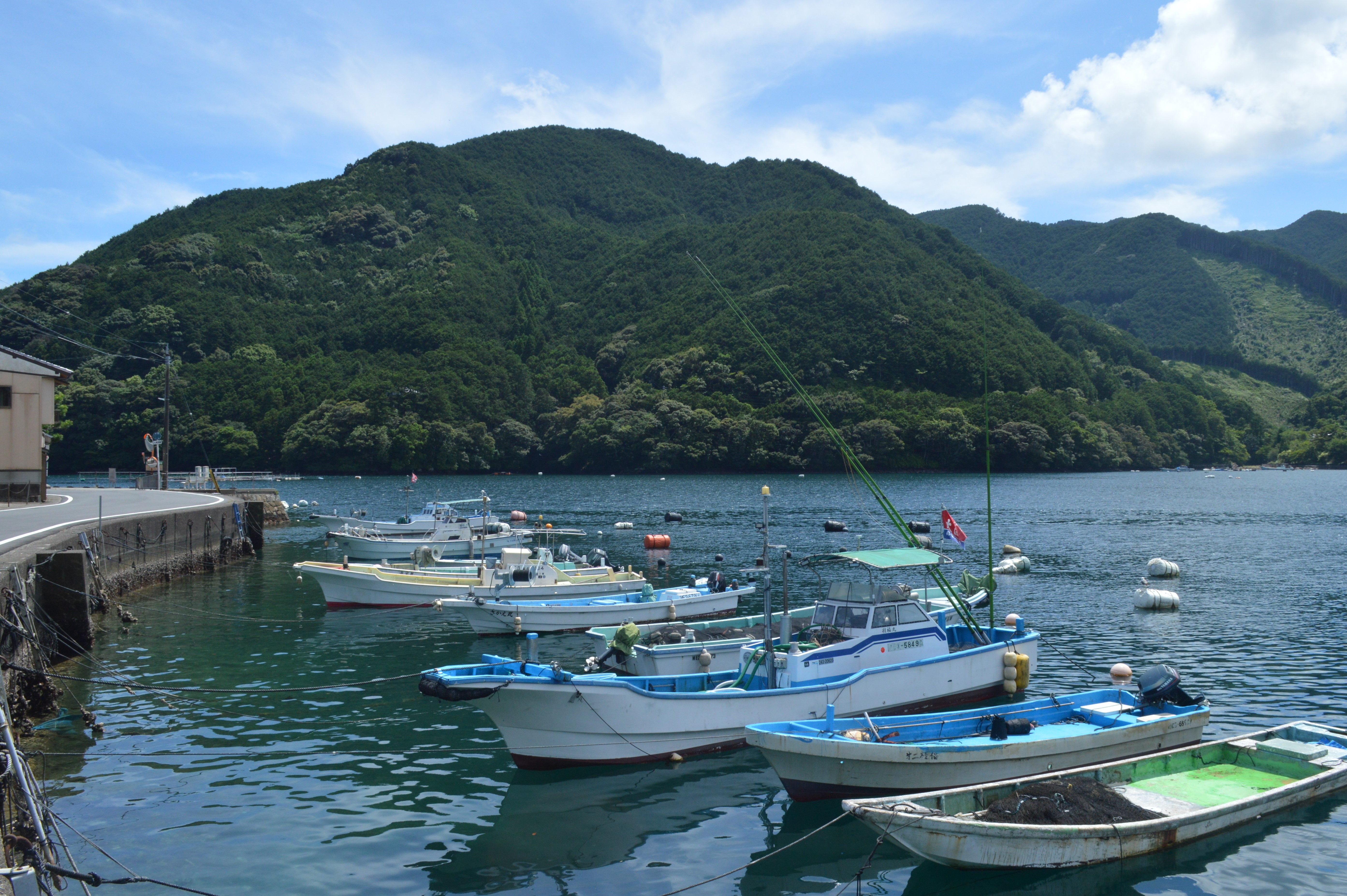
九鬼湾
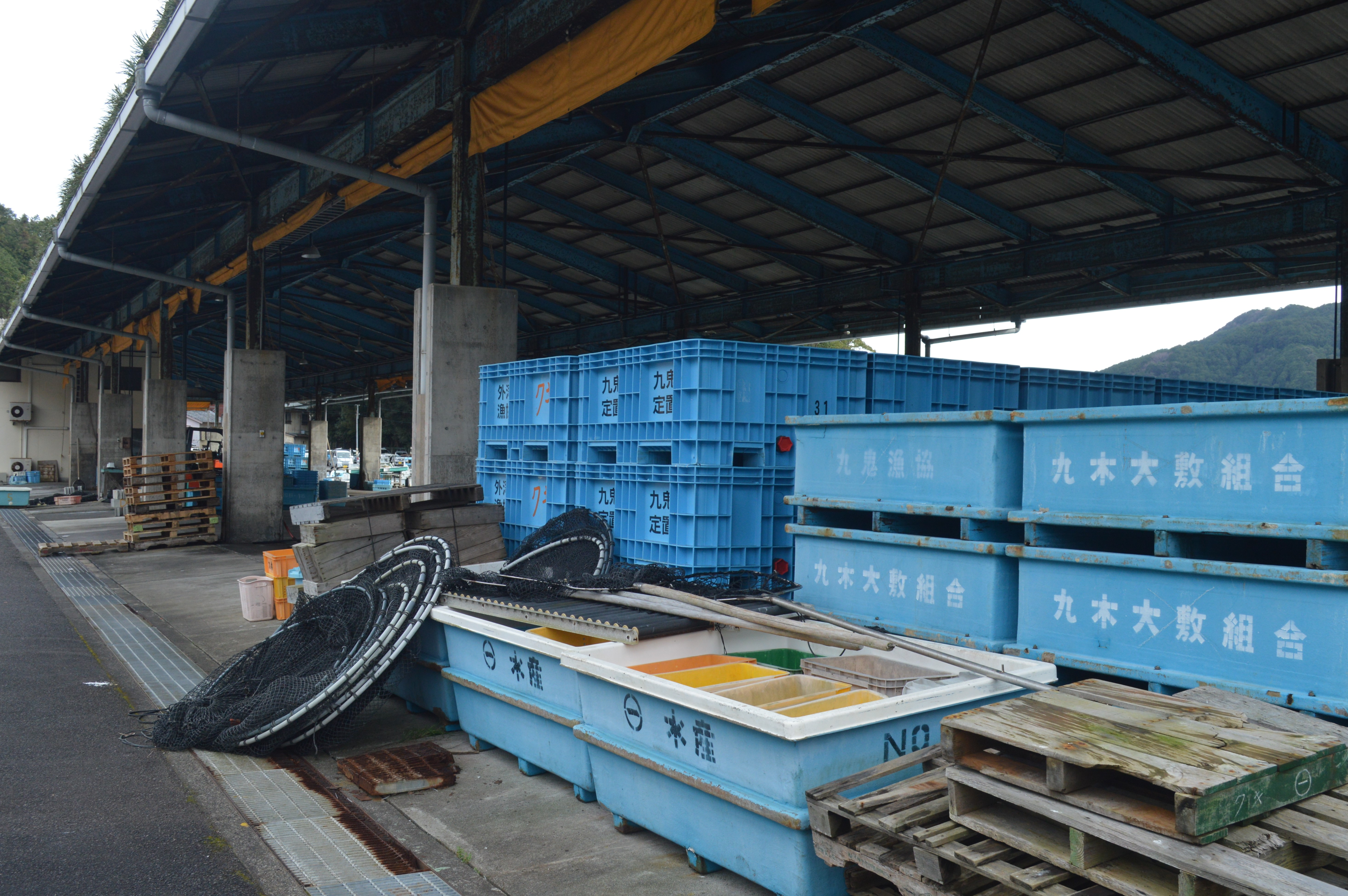
九鬼漁港
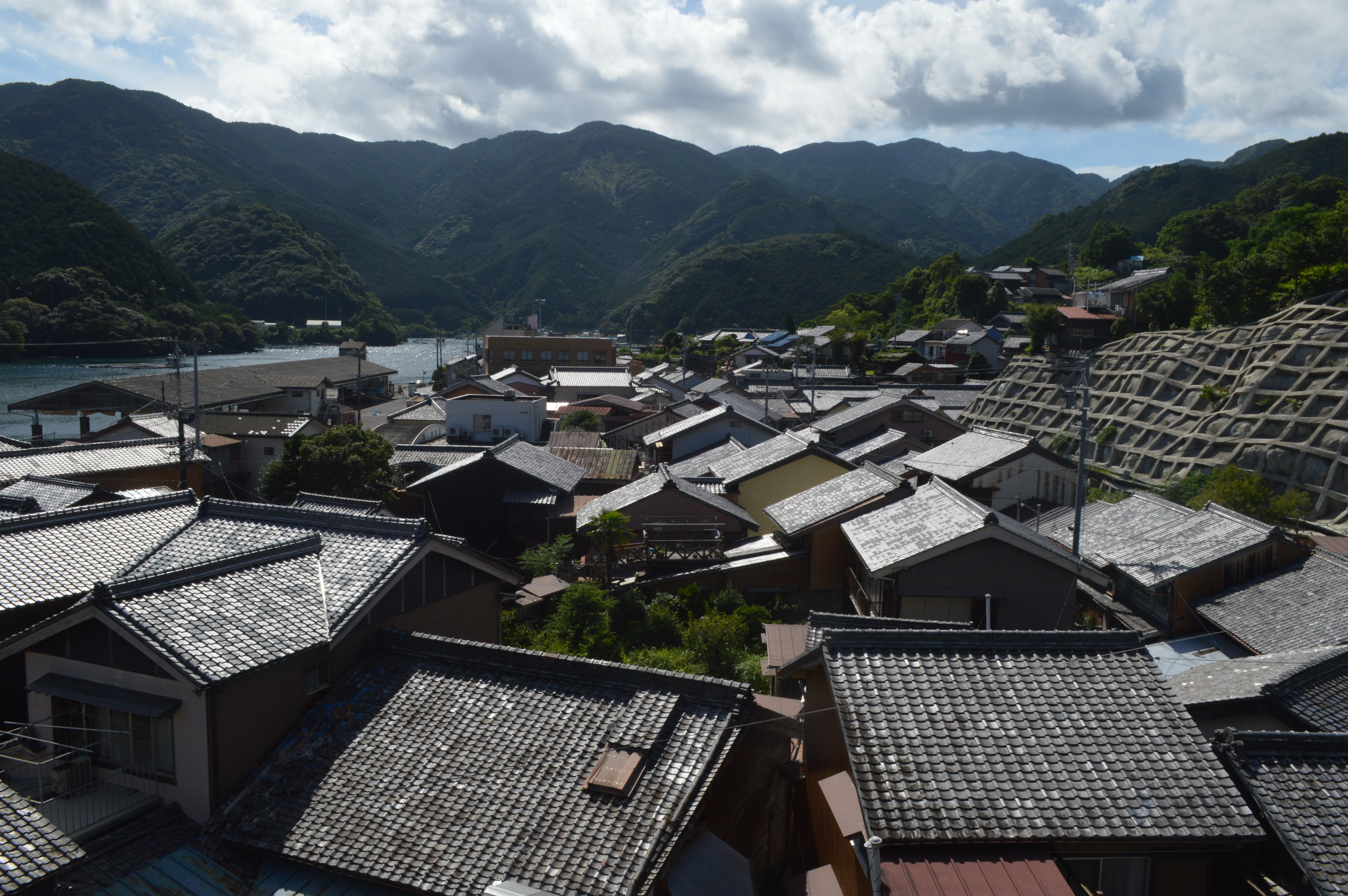
九鬼集落

## 歴史

### 村名の由来

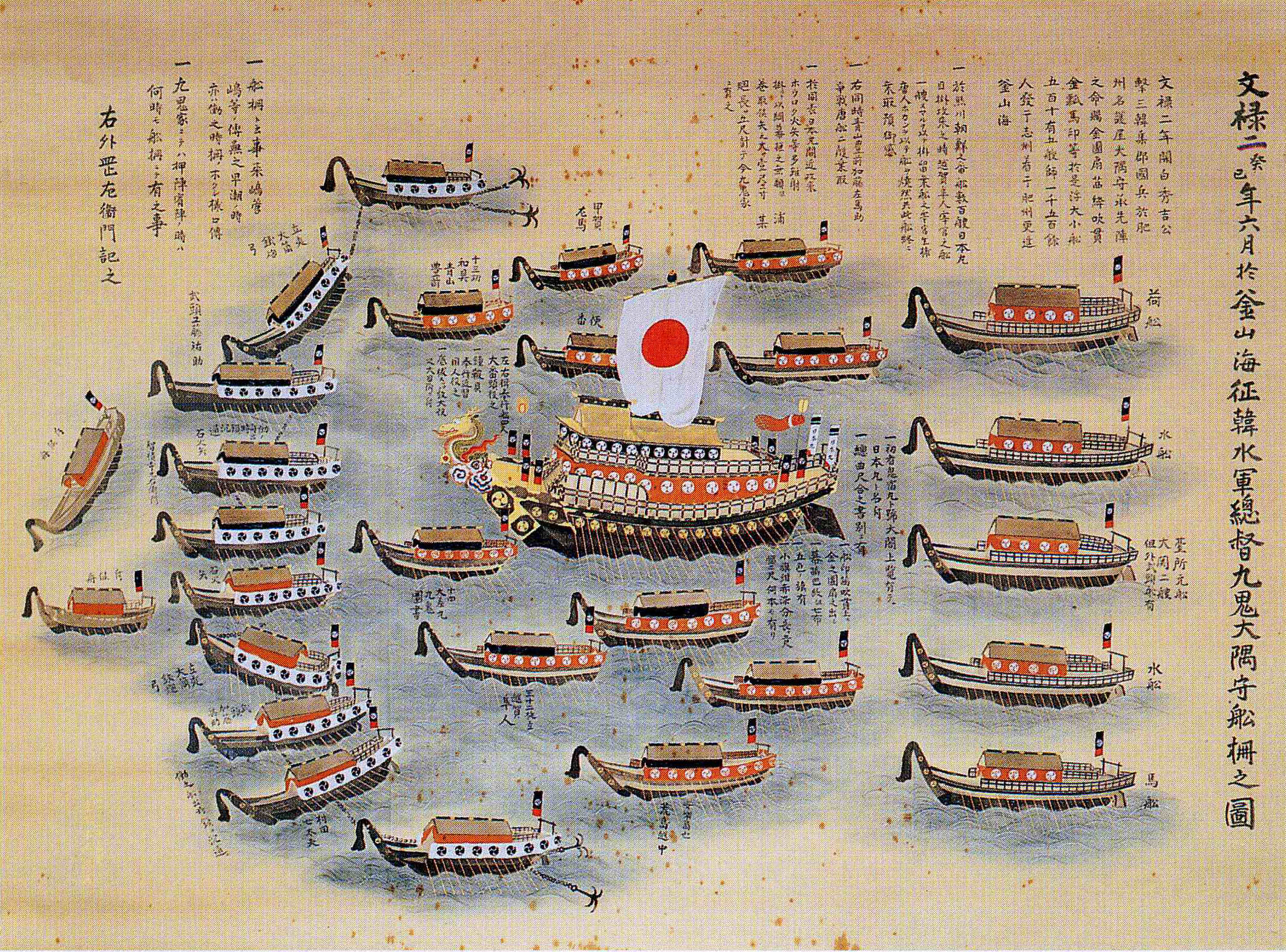
九鬼水軍

合併時の中心地であった九木浦にちなむ。村名検討時に九木が旧来は九鬼と表記したこと、九鬼氏の居城跡があったことなどから、「九鬼村」の表記が採用された。3村対等の立場から「三栄村」（みえむら）の名も提案されたが、歴史的な根拠のない名であったため採用されなかった。

### 近世
江戸時代の九鬼浦は九鬼水軍の拠点となった。

### 近現代
- 1889年（明治22年）4月1日 - 町村制の施行により、行野浦・九木浦・早田浦の区域をもって北牟婁郡九鬼村が発足[1]。発足時の人口は1,249人[1]。
- 1909年（明治42年）10月18日 - 大字行野浦を尾鷲町に編入。
- 1954年（昭和29年）6月20日 - 尾鷲町・須賀利村・南牟婁郡北輪内村・南輪内村と合併して尾鷲市が発足。同日九鬼村廃止。

### 行野浦の分離
行野浦は九木浦と漁場の面で関係が深かったため九鬼村になったが、1900年（明治33年）7月24日に尾鷲水産株式会社と漁場論争になったことで情勢が変化した。紛争は訴訟沙汰になり、仲裁人の協力を得て1901年（明治34年）4月5日に和解が成立した。この時の和解文書「契約証附属約定書」第1項で証書作成から7年以内に行野浦は九鬼村から分離して尾鷲町に編入すること、第3項で期限内に尾鷲町への編入が行われなければ和解した漁場契約を制限することが規定された。これにしたがって、1909年（明治42年）に行野浦は九鬼村を離れ尾鷲町の一部となったのであった。

## 行政

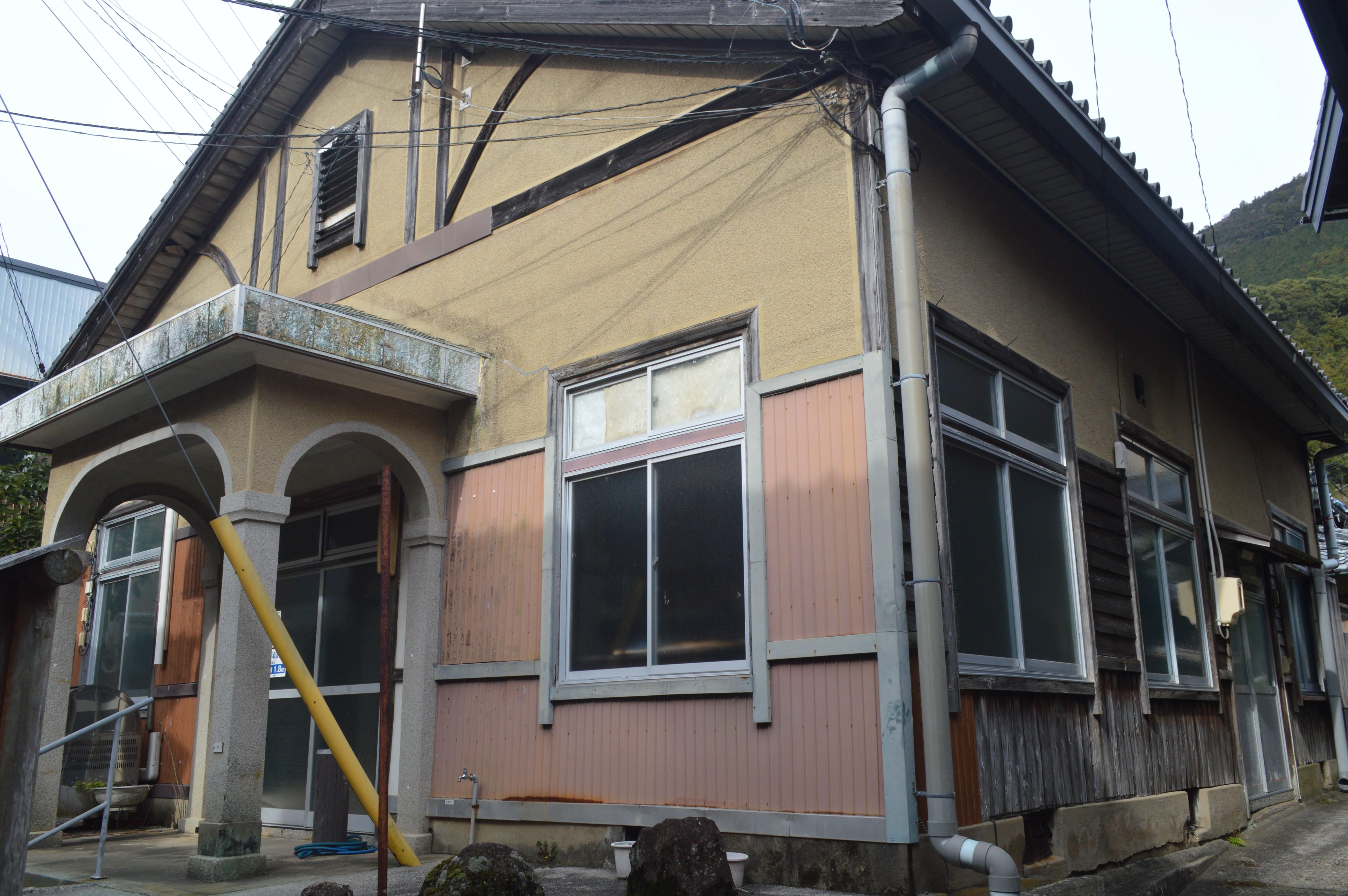
旧九鬼村役場

### 歴代村長
- 1889年（明治22年） - 1892年（明治25年） 宮崎嘉助
- 1892年（明治25年） - 1893年（明治26年） 田崎政次郎
- 1893年（明治26年） - 1900年（明治33年） 田崎伝之丞
- 1900年（明治33年） - 1901年（明治34年） 川上元松
- 1901年（明治34年） - 1902年（明治35年） 川上利之助
- 1902年（明治35年） 田崎政次郎（辞退）
- 1902年（明治35年） - 1904年（明治37年） 稲葉専四郎
- 1904年（明治37年） - 1906年（明治39年） 尾崎七蔵
- 1906年（明治39年） - 1911年（明治44年） 川上利之助
- 1911年（明治44年） - 1912年（明治45年） 田崎佐五太夫
- 1912年（明治45年） - 1916年（大正5年） 宮崎倉之助
- 1916年（大正5年） - 1919年（大正9年） 田崎伝之丞
- 1919年（大正9年） - 1922年（大正11年） 宮崎嘉助
- 1922年（大正11年） 中崎安太郎
- 1922年（大正11年） 宮崎和右衛門
- 1922年（大正11年） - 1923年（大正12年） 中崎安太郎
- 1923年（大正12年） - 1924年（大正13年） 尾崎七蔵
- 1924年（大正13年） 中村国助
- 1924年（大正13年） - 1925年（大正14年） 川上五平
- 1927年（昭和2年） - 1929年（昭和4年） 稲葉専四郎
- 1929年（昭和4年） - 1933年（昭和8年） 渡辺万次郎
- 1933年（昭和8年） - 1935年（昭和10年） 米川良弼
- 1935年（昭和10年） - 1936年（昭和11年） 川上義輔
- 1937年（昭和12年） - 1946年（昭和21年） 九鬼鉄雄
- 1947年（昭和22年） - 1951年（昭和26年） 川上義輔
- 1951年（昭和26年） - 1954年（昭和29年） 加藤才次郎

出典 : 『尾鷲市史 下巻』

## 教育

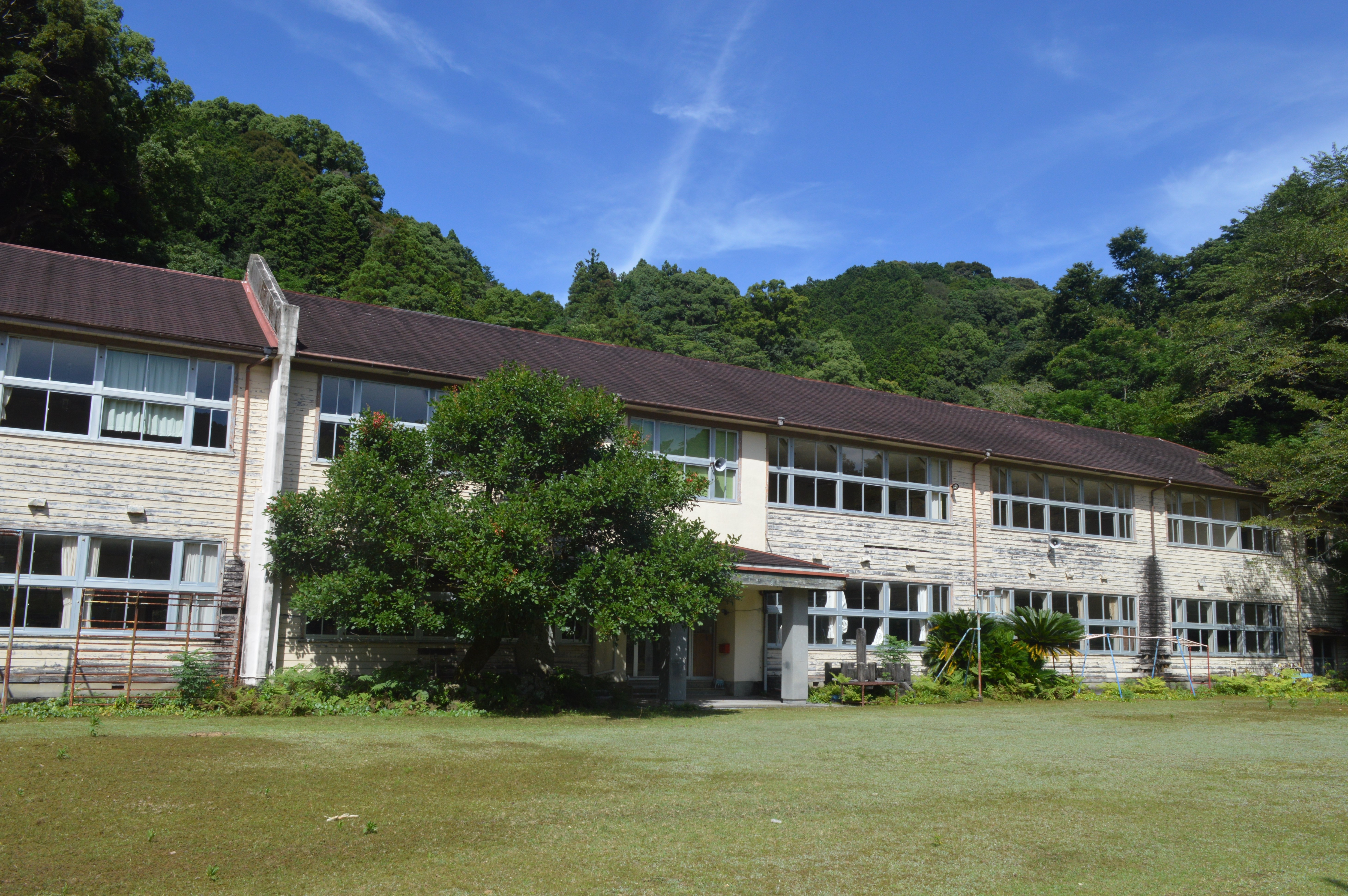
九鬼小学校

- 九鬼村立九鬼小学校 - 1874年（明治7年）創立。尾鷲市発足後の2010年（平成22年）に閉校となった。
- 九鬼村立九鬼中学校 - 1947年（昭和22年）創立。尾鷲市発足後の2009年（平成21年）に閉校となった。

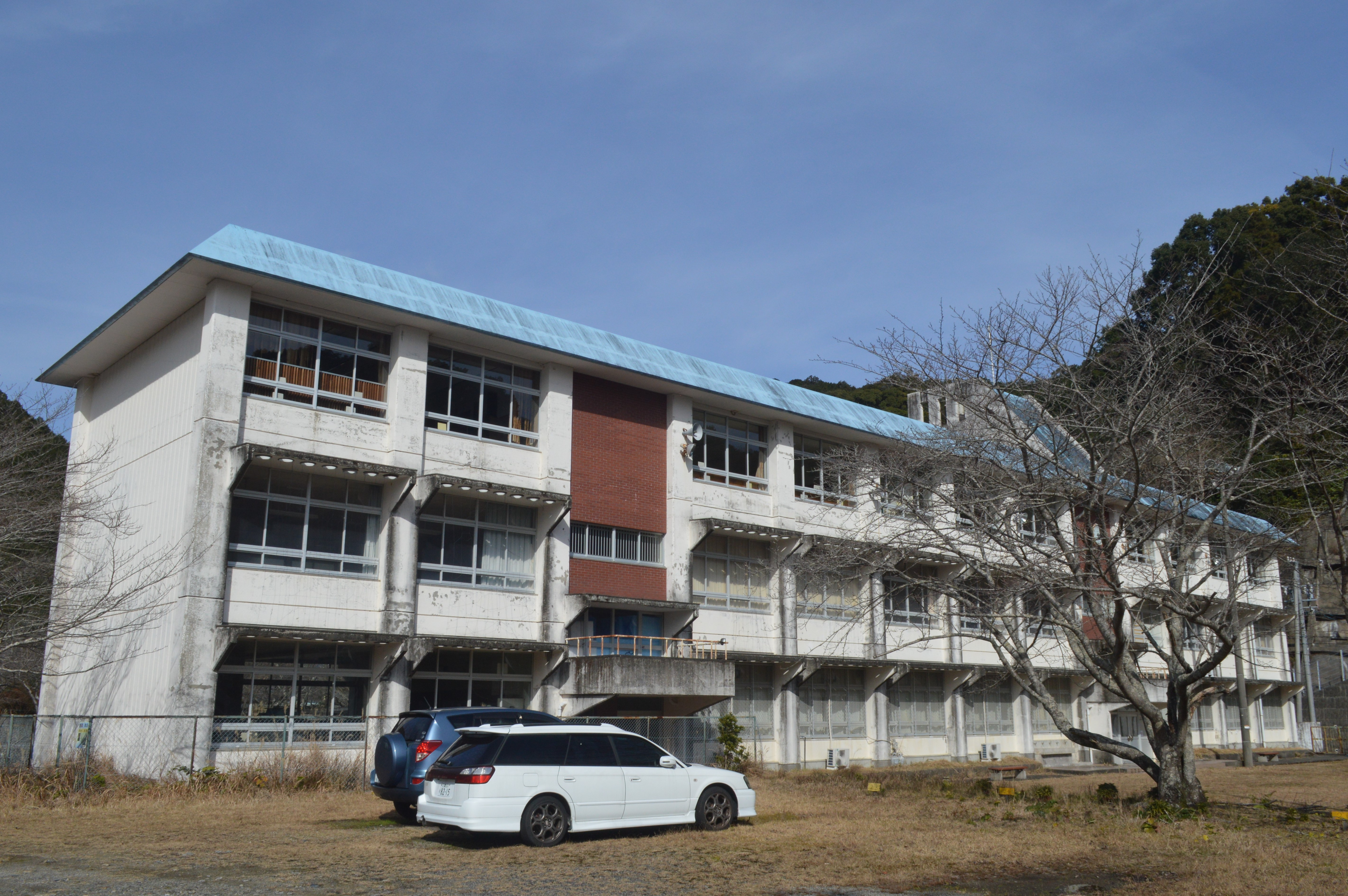
九鬼中学校

## 名所・旧跡・観光スポット

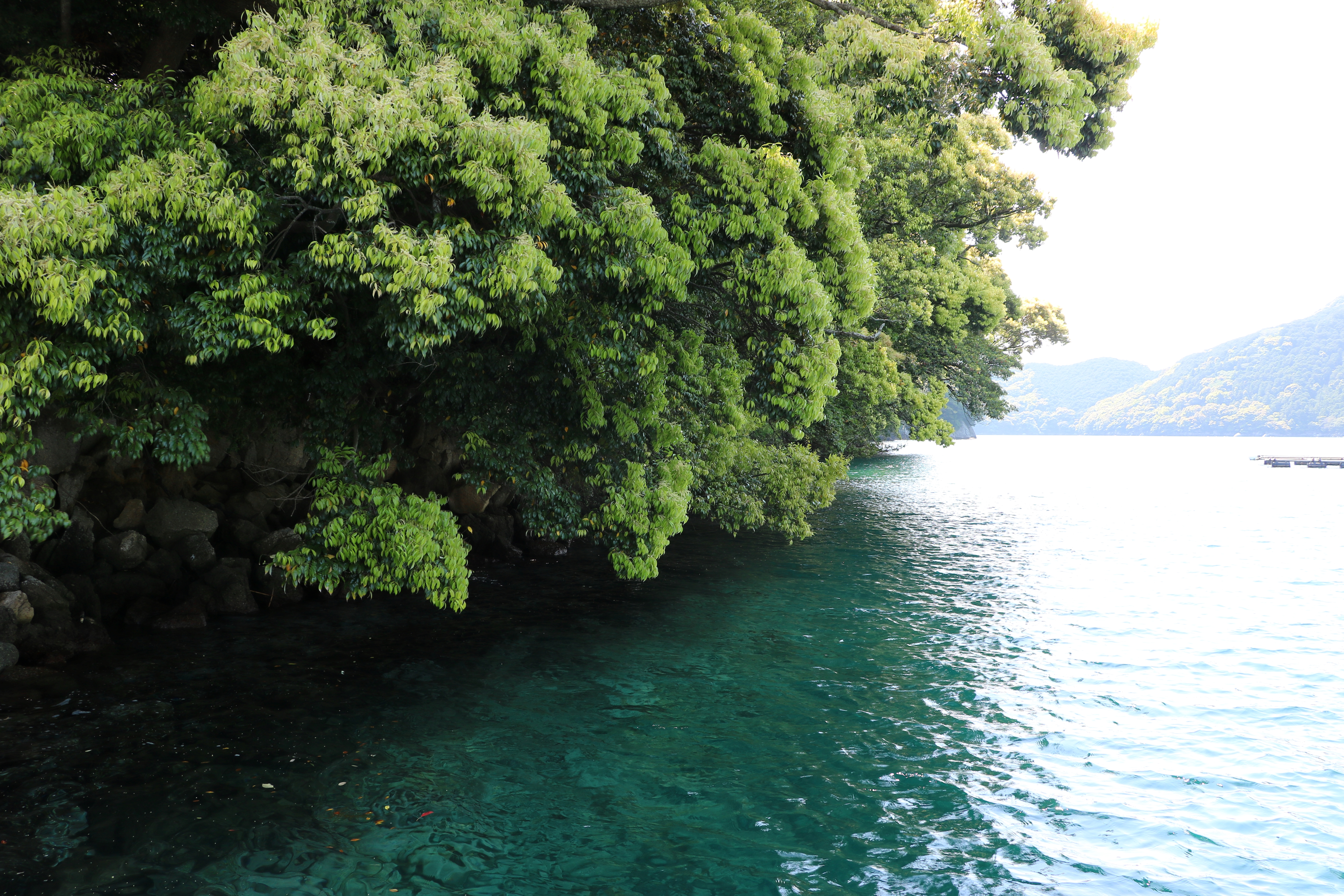
九木神社樹叢

- 九木神社 - 「九木神社樹叢」は国の天然記念物。「尾鷲九鬼浦の正月行事」は国の選択無形民俗文化財。
- 真巌寺 - 曹洞宗の寺院。本尊は薬師如来。正平元年（1346年）に九鬼氏の祖である九鬼隆信によって創建されたと伝わる。鎌倉時代後期作の本尊は三重県指定文化財。
- にらくら祭り - 大晦日に開催される祭礼。

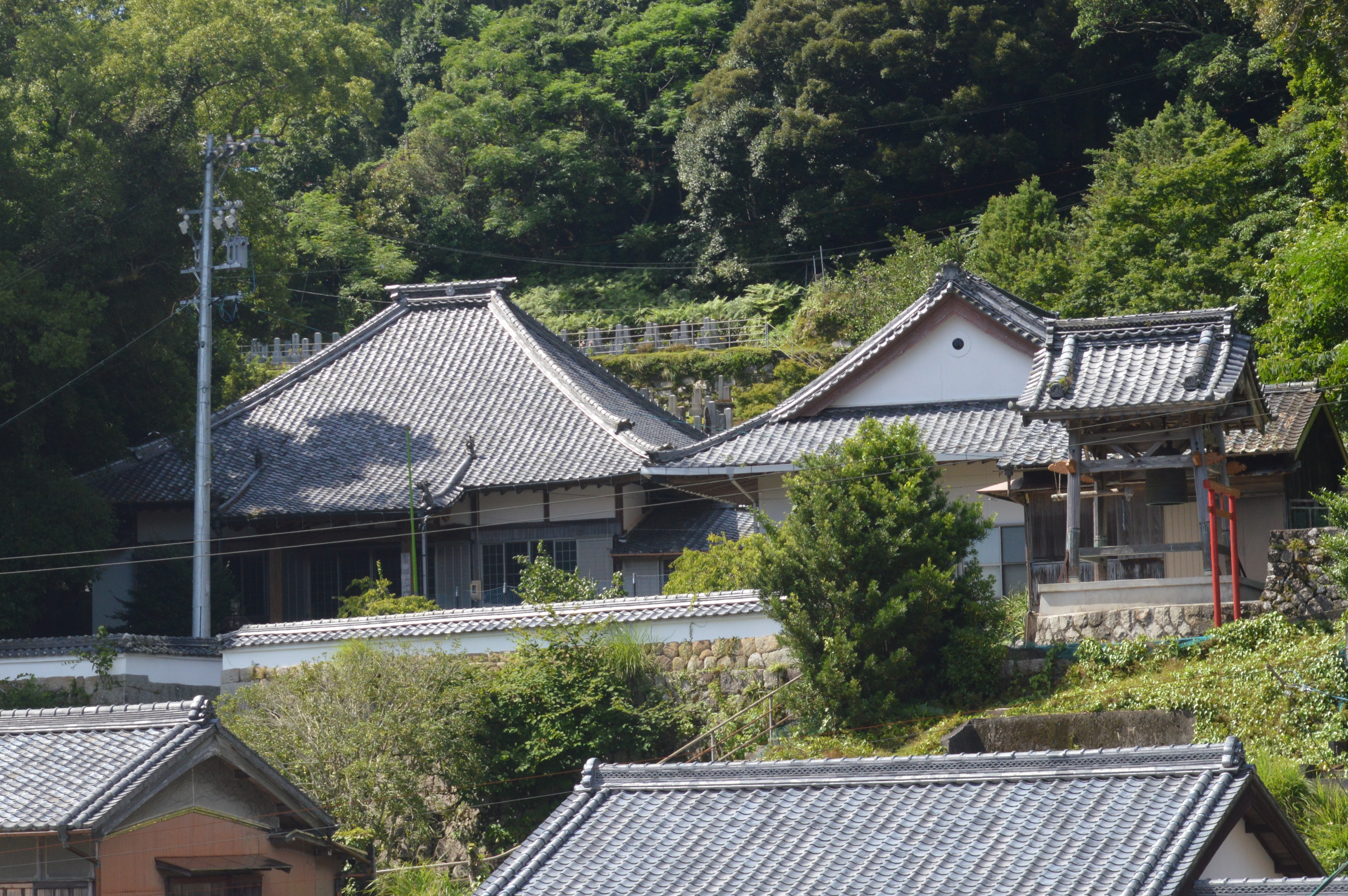
真巌寺
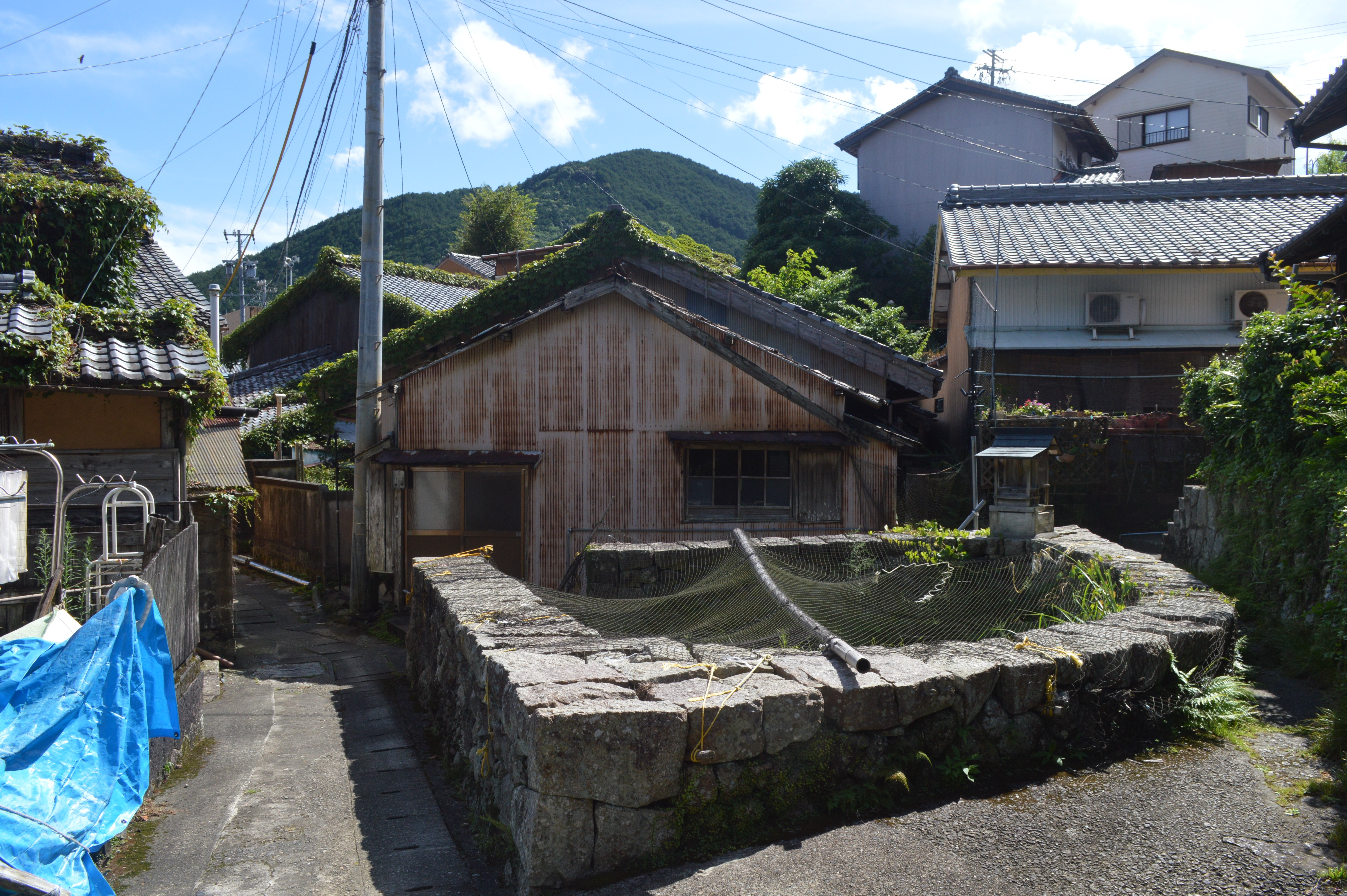
にらくら